# Pseudogaurotina abdominalis
Pseudogaurotina abdominalis är en skalbaggsart som först beskrevs av Bland 1862.  Pseudogaurotina abdominalis ingår i släktet Pseudogaurotina och familjen långhorningar. Inga underarter finns listade i Catalogue of Life.